# Fitness (singel)
Fitness – singel polskiego rapera Kizo i rapera Trill Pem z albumu studyjnego Posejdon. Singel został wydany 16 grudnia 2020 roku. Tekst utworu został napisany przez Patryka Wozińskiego i Trill Pema.
Nagranie otrzymało w Polsce status potrójnej platynowej płyty w 2021 roku.
Singel zdobył ponad 32 milionów wyświetleń w serwisie YouTube (2023) oraz ponad 28 milionów odsłuchań w serwisie Spotify (2023).

## Nagrywanie
Utwór został wyprodukowany przez Lanka. Za mix/mastering utworu odpowiada EnZU. Tekst do utworu został napisany przez Patryka Wozińskiego i Trill Pema.

## Twórcy
- Kizo, Trill Pem – słowa[1][2]
- Patryk Woziński, Trill Pem – tekst[1][2]
- Lanek – produkcja[1]
- EnZU – mix/mastering[1][2]

## Certyfikaty
| Kraj          | Certyfikat         |
| ------------- | ------------------ |
| Polska (ZPAV) | 3x platynowa płyta |